# ایستگاه کینگ ادوارد
ایستگاه کینگ ادوارد (انگلیسی: King Edward station) یک ایستگاه زیرزمینی در خط کانادا مترو ونکوور اسکای‌ترین (ونکوور) سیستم حمل و نقل سریع مترو است. این ایستگاه در تقاطع خیابان کامبی و خیابان کینگ ادوارد در ونکوور، بریتیش کلمبیا، کانادا واقع شده‌است و به محله‌های رایلی پارک-کوچک کوه و کامبی جنوبی خدمات می‌دهد. این ایستگاه در چند قدمی بیمارستان کودکان بی سی، استادیوم نات بیلی، و پارک ملکه الیزابت قرار دارد.